# Trygve Haavelmo
Trygve Magnus Haavelmo (Skedsmo, Noruega 1911 – Oslo 1999) fou un economista i professor universitari noruec guardonat amb el Premi Nobel d'Economia l'any 1989.

## Biografia
Va néixer el 13 de desembre de 1911 a la ciutat de Skedsmo, població situada al comtat d'Akershus. Va estudiar economia a la Universitat d'Oslo sota la supervisió de Ragnar Frisch. L'any 1939, durant la Segona Guerra Mundial, s'establí als Estats Units d'Amèrica treballant al Programa Fulbright de drets escolars i formà part de la Fundació Cowles, i esdevenint agregat comercial a l'ambaixada noruega de Washington DC. Al seu reton a Noruega va treballar a l'Institut d'Economia Social de la Universitat d'Oslo, i posteriorment al Ministeri de Comerç, Indústria i Finances. Des de 1947 fins al 1979 fou professor d'economia a la Universitat d'Oslo.
Va morir el 26 de juliol de 1999 a la ciutat d'Oslo.

## Recerca econòmica
Interessat en l'econometria, en el seu llibre The Probability Approach in Econometrics (1941) va mostrar la possibilitat d'aplicar mètodes estadístico-matemàtics per a conèixer les relacions existents en les teories econòmiques, adequant la formulació de les mateixes segons la teoria probabilística. Interessat així mateix en la interdependència, agregació o la teoria de la despesa pública, va realitzar importants avanços en la resolució dels problemes existens en l'estimació de models amb equacions lineals simultànies.
L'any 1989 fou guardonat amb el Premi Nobel d'Economia per l'elaboració dels fonaments de la metodologia economètrica i l'anàlisi de les estructures econòmiques simultànies.